# Héctor Grauert
Héctor A. Grauert (* 7. November 1907 in Montevideo; † 8. Februar 1991) war ein uruguayischer Politiker.

## Werdegang
Der promovierte Jurist Grauert, der der Partido Colorado angehörte, war Rechtsanwalt und lehrte von 1940 bis 1943 Verfassungsrecht an der Universidad de la República. Er hatte als Repräsentant des Departamentos Montevideo in der 34. und 35. Legislaturperiode (LP) vom 15. Februar 1943 bis zum 14. Februar 1951 ein Titularmandat als Abgeordneter in der Cámara de Representantes inne. Anschließend saß er in den Legislaturperioden 36, 37, 39, 40 und 41 mit diversen Unterbrechungen als gewählter Senator in der Cámara de Senadores. In diesem Zeitraum war er 1955 und 1964 Erster Vizepräsident des Senats. Vom 15. Februar 1972 bis zu seinem Tod war er zudem Edil in Montevideo. Grauert war vom 26. November 1957 bis zum 28. Februar 1959 Minister für Industrie und Arbeit. Vom 12. Juni 1956 bis zum 6. Juni 1957 war er Minister für Öffentliche Arbeiten. Vom 6. Juni 1957 bis 10. Juni 1958 war er Innenminister.

## Ehrungen
- 1958: Großkreuz des Verdienstordens der Bundesrepublik Deutschland